# Hór (település)
Hór (szlovákul: Horovce, korábban Thurovce) község Szlovákiában, a Kassai kerület Nagymihályi járásában.

## Fekvése
Nagymihálytól 12 km-re délnyugatra, az Ondava jobb partján fekszik.

## Története
1437-ben Drugeth László birtokaként említik először. A homonnai uradalom részeként a Szirmay, majd az Andrássy család birtoka. Lakói főként földműveléssel foglalkoztak.
A 18. század végén Vályi András így ír róla: „HÓR. Tót falu Zemplén Várm. földes Ura Szirmay Uraság, lakosai katolikusok, és más félék, fekszik Vecséhez közel, határja két nyomásbéli, gabonát, és árpát terem, erdője kitsiny, szőleje nints, piatza Kassán.”
Fényes Elek 1851-ben kiadott geográfiai szótárában így ír a faluról: „Hor, tót falu, Zemplén vmegyében, a Tapoly mellett, ut. p. N.-Mihályhoz 2 mfldnyire: 304 római, 94 g. kath., 70 evang., 140 ref., 7 zsidó lak., 720 hold jó szántóföldekkel. F. u. gr. Vandernath.”
Borovszky Samu monográfiasorozatának Zemplén vármegyét tárgyaló része szerint: „Hór, tót kisközség, 94 házzal és 866 lakossal, kiknek nagyobb része róm. kath. vallású. Postája és távírója Parnó, vasúti állomása Bánócz. A homonnai uradalomhoz tartozott és 1451-ben már a Drugethek voltak az urai. 1550-ben Mikesy Lászlót és Orbay Magdolnát s 1590-ben Banchy Jánost is egyes részeinek birtokába iktatják. Az 1598-iki összeírásban a Homonnai Drugethek mellett még Vitányi István és Kátay Mihály is birtokosokként szerepelnek, 1732-ben pedig a Kiszely, Tussay s a Divényi családok. Azután a Szirmayaké lett, most pedig gróf Andrássy Gézának van itt nagyobb birtoka. Az 1663-iki pestis ezt a községet is meglátogatta. Temploma nincsen. Ide tartoznak Biscze, Hrinyiscse majorok és Voronyák erdőlak. Hór környékén feküdt hajdan Kupony elpusztult község, mely 1451-ben szintén a Drugethek birtoka és a XV. században Kapon és Kopon néven is említtetik. A Drugethek mellett 1550-ben Mikesy Lászlót és Orbay Magdolnát is egyes részek birtokába iktatják. A török dúlások alatt pusztulhatott el, mert azután már csak pusztaként szerepel, melynek újabbkori urai a Csákyak és Szirmayak voltak. Itt valahol, Hór tájékán, fekhetett a XIV. században Berzencz is, melynek birtokosait azonban nem ismerjük.”
1920-ig Zemplén vármegye Gálszécsi járásához tartozott.

## Népessége
| Év:            | 1994. | 2004.  | 2014.   | 2024.   |
| -------------- | ----- | ------ | ------- | ------- |
| Emberek száma: | 875   | 896    | 859     | 879     |
| Eltérés:       |       | +2,4 % | -4,12 % | +2,32 % |

| Év:            | 2023. | 2024.   |
| -------------- | ----- | ------- |
| Emberek száma: | 869   | 879     |
| Eltérés:       |       | +1,15 % |

1910-ben 920-an, többségében szlovák anyanyelvűek lakták, jelentős magyar kisebbséggel.
2001-ben 873 lakosából 829 szlovák és 40 cigány volt.
2011-ben 830 lakosából 742 szlovák és 63 cigány volt.

## Nevezetességei
- Szűz Mária tiszteletére szentelt modern, római katolikus temploma 1994-ben épült.